# Овчаров, Карп Васильевич
Карп Васильевич Овчаров (1880—1917) — участник революционного движения, борьбы за установление Советской власти в Семиречье, Верном.

## Биография
Родился в 1880 году в селе Кологреевка Сердобского уезда Саратовской губернии в семье крестьянина-бедняка. Участвовал в забастовках рабочих слесарно-механических мастерских в Баку, за что был уволен с работы. В 1901 году был призван в армию, служил в Верном, участвовал в русско-японской войне. Вероятнее всего, именно в 1905 г. вступил в ряды РСДРП(б). По возвращении в Верный открыл механическую мастерскую, которая явилась местом сбора революционеров.
В 1908 г. организовал «Общество рабочих-каменотёсов Семиреченской области» — первый профсоюз не только в городе, но и в области, занимавшийся экономическими и политическими вопросами. В августе 1914 года организовал профсоюз ремесленников для оказания материальной помощи семьям ушедших на фронт.
После февральской революции был избран руководителем местной мещанской управы, вёл большевистскую агитационную работу среди вернувшихся фронтовиков. Организовал и 8 июня 1917 года провёл митинг ополченской дружины с требованием о реорганизации местного совета солдатских и рабочих депутатов, вскоре — митинг трудящихся в помещении мещанской управы с аналогичными требованиями. Собрание солдат-фронтовиков избрало делегатов для участия во всех местных комитетах с правом решающего голоса. Работал в комиссии по проверке деятельности областного продовольственного комитета, обвинил членов облпродкома в создании продовольственного кризиса. Критиковал Временное правительство и его органы также на собраниях солдат Сибирской дружины и со страниц «Семиреченской крестьянской газеты». 7 октября 1917 года был арестован в составе группы большевистски настроенных солдат, что вызвало возмущение солдат 240-й Симбирской дружины; в результате К. В. Овчаров был освобождён.
14 декабря, выступая на заседании Верненской городской думы, в соответствии с постановлением Совнаркома Туркестанской АССР от 6.12.1917 о роспуске думы потребовал передать власть Советам. 16 декабря призвал солдат 240-й Симбирской дружины не подчиняться «Войсковому правительству» и выступить на стороне рабочих.
В соответствии с решением Верненской городской думы «за агитацию против действий и распоряжений властей и за возбеждение населения к самочинным и незаконным действиям» 17 декабря вместе с А. П. Березовским был арестован казаками; 19 декабря 1917 года они оба были убиты на 12 километре Верхнекульджинского тракта. 9 марта 1918 года, после установления в Семиречье советской власти, прах К. В. Овчарова и А. П. Березовского был торжественно перезахоронен в Городском парке; точное местонахождение могилы в настоящее время неизвестно).

### Семья
Жена — Акулина Кондратьевна; дочь — Мария.